# Стоян Марков
Стоян Иванов Марков е български политик от БКП.

## Биография
Роден е на 26 март 1942 година в град Пазарджик. През 1967 година завършва Енергетичния институт в Москва със специалност „Електронноизчислителна техника“. Две години по-късно става член на БКП. Започва работа като инженер в Научноизследователския институт по приборостроене и автоматизация в София. През 1971 година става заместник-директор на Научно-изчислителния център към Министерството на химията и металургията. Бил е началник на отдел в Министерството на тежката промишленост. В отделни периоди е инструктор в ЦК на БКП и заместник-началник на управление в Министерски съвет. През 1976 година става първи заместник-министър на съобщенията, а от 1979 година завеждащ отдел „Промишленост и транспорт“ при ЦК на БКП. От 1981 до 1990 година е член на ЦК на БКП. От януари 1986 до декември 1988 е кандидат-член на Политбюро на ЦК на БКП. Между 1984 – 1985 е първи заместник-министър на машиностроенето, първи заместник-председател на Държавния комитет за наука и технически прогрес (1985), първи заместник-председател на Министерския съвет, председател на Държавния комитет за изследвания и технология (1986 – 1987). В периода 1987 – 1990 година е председател на Комитета по качеството. Носител е на Димитровска награда. Бил е член на Президиума на БАН. След 1991 година става икономически консултант и започва да чете лекции във Великобритания и Швейцария. Понастоящем живее в Лондон.